# VK Jug Dubrovnik
VK Jug Dubrovnik (Vaterpolo Klub Jug) is een waterpoloclub uit Dubrovnik, Kroatië. VK Jug is opgericht in 1923. 

## Resultaten
- Nationaal kampioenschap van Kroatië: 8
  - 2000, 2001, 2004, 2005, 2006, 2007, 2009, 2010
- Nationale beker van Kroatië: 10
  - 1994, 1996, 2000, 2002, 2003, 2004, 2006, 2007, 2008, 2009
- Nationaal kampioenschap van Joegoslavië: 22
  - 1925, 1926, 1927, 1928, 1929, 1930, 1931, 1932, 1933, 1934, 1935, 1936, 1937, 1940, 1949, 1950, 1951, 1980, 1981, 1982, 1983, 1985
- Nationale beker van Joegoslavië: 2
  - 1981, 1983
- LEN Euroleague: 4
  - 1980, 2001, 2006, 2016
- Europese Supercup: 1
  - 2006
- LEN Cup: 1
  - 2000

## Bekende spelers
- Lovro Štakula
- Vladimir Ivković
- Hrvoje Kačić
- Luka Ciganovic
- Slobodan Trifunović
- Đuro Savinović
- Luko Vezilić
- Boško Lozica
- Božo Vuletić
- Veselin Đuho
- Goran Sukno
- Ognjen Kržić
- Maro Balić
- Elvis Fatović
- Alen Bošković
- Tamas Molnar
- Ivo Ivaniš
- Mile Smodlaka
- Goran Volarević